# Sveriges folk- och bostadsräkning 1990
Sveriges folkräkning 1990, egentligen Folk- och bostadsräkningen 1990, är den senast genomförda folkräkningen i Sverige. Den baserades på blankettsvar från de svenska hushållen och ersattes senare av ett lägenhetsregister, som sedan dess har legat till grund för Sveriges befolkningsstatistik. Befolkningsregistret har bland annat digitaliserats av det kommersiella företaget Arkiv Digital.
Enligt folk- och bostadsräkningen 1990 fanns 4 045 000 bostäder i Sverige varav flertalet i flerfamiljshus.

## Utrikes födda
| Land        | Antal   |
| ----------- | ------- |
| Finland     | 217 636 |
| Norge       | 52 744  |
| Danmark     | 43 931  |
| Jugoslavien | 43 346  |
| Iran        | 40 084  |
| Tyskland    | 37 558  |
| Polen       | 35 631  |
| Chile       | 27 635  |
| Turkiet     | 25 528  |
| Libanon     | 15 986  |